# 2016년 NC 다이노스 시즌
2016년 NC 다이노스 시즌은 KBO 리그에서 김경문 감독이 이끄는 프로 구단 NC 다이노스의 2016년 시즌을 일컫는다.

## 선수단
- 선발투수: 해커, 스튜어트, 이재학, 이태양, 정수민, 임서준
- 구원투수: 원종현, 장현식, 최금강, 구창모, 김진성, 이민호, 박민석, 김선규, 민태호, 배재환, 박상혁, 강장산, 박준영, 임정호
- 마무리투수: 임창민, 최성영, 김학성
- 포수: 김태군, 용덕한, 박대온, 박세웅
- 1루수: 테임즈, 조영훈
- 2루수: 박민우, 황윤호, 지석훈
- 유격수: 손시헌, 이상호, 강민국
- 3루수: 박석민, 모창민, 김태진, 도태훈
- 좌익수: 이종욱, 김성욱, 강구성, 김종호, 권희동
- 중견수: 김준완, 이재율
- 우익수: 나성범
- 지명타자: 이호준, 윤병호, 조평호

## 변동 사항
- 2015년 7월 6일 1차 지명으로 경기고등학교 투수 박준영을 지명했다.[1]
- 2015년 8월 24일 2016년 한국프로야구 신인 드래프트에서 정수민, 최성영 등 10명의 선수를 지명했다.[2]
- 2013년 입대한 경찰청 야구단에 입대한 강진성, 이형범, 장현식, 상무 야구단에 입대한 강구성, 박상혁이 전역했다.
- 손민한과 이혜천이 KBO 리그에서 은퇴했다. 손민한은 NC 다이노스 일원으로 유소년 야구육성 업무를 맡게 됐고, 이혜천

은 오스트레일리안 베이스볼 리그 애들레이드 바이트에 입단했다.
- 박명환이 고양 다이노스 C팀 투수 보조코치에 임명됐고,[4] N팀 타격코치인 김광림이 고양 다이노스

```
C팀 타격코치에 임명됐다.
[
5
]
```

- 11월 27일 2016년 KBO 리그 2차 드래프트를 통해 kt 위즈에서 윤수호, LG 트윈스에서 김선규, 롯데 자이언츠에서 심규범을 영입했다.[6] 반면 박진우를 두산 베어스, 윤대영을 LG 트윈스에 보냈다.
- 11월 30일 삼성 라이온즈의 3루수 박석민을 계약기간 4년, 보장금액 96억원(계약금 66억원, 연봉 30억원), 플러스 옵션 10억원에 FA로 영입했다.[7]
- 12월 3일 연천미라클 야구단의 내야수 이강혁을 영입했다.[8]
- 12월 10일 박석민의 보상선수로 외야수 최재원이 삼성 라이온즈로 이적했다.[9]

## 시즌 요약
미국 애리조나 투산에서 1차 캠프를 LA에서 2차 캠프를 열었다. kt 위즈 등의 팀과의 평가전을 통해 11승1무2패를 기록했다.
2016 타이어뱅크 KBO 리그 시범경기에서 8승 8패 1무를 기록했다.
| 순위 | 구단        | 경기 | 승 | 무 | 패 | 승률 | 연속 | 게임차 |
| ---- | ----------- | ---- | -- | -- | -- | ---- | ---- | ------ |
| 5위  | NC 다이노스 | 17   | 8  | 1  | 8  | .500 | 4승  | 3.0    |

### 4월
4월 1일부터 4월 2일까지 마산종합운동장 야구장에서 열린 KIA 타이거즈와의 경기에서는 1승 1패를 기록했다. 4월 1일 경기에서 5-4로 승리했다. 선발 투수 해커는 5 2/3이닝 7피안타(1피홈런) 1볼넷 5탈삼진 4실점 하면서 아쉬운 모습을 보여줬다. 이호준은 양현종을 상대로 2회말 무사 1루에서 2점 홈런을 기록하면서 2016년 KBO 리그 개막 첫 홈런을 기록했다. 4-4이던 8회말 2사 1,2루에서 손시헌이 지크의 공을 받아쳐 결승타를 기록했다. 4월 2일 경기에서는 스튜어트가 5이닝 3실점을 기록하고, 타선이 부진하면서 3-4로 패배했다. 4월 3일 경기는 우천취소 됐다. 4월 5일부터 4월 7일까지 서울종합운동장 야구장에서 열린 두산 베어스와의 경기에서는 1승 2패를 기록했다. 4월 5일 경기에서는 이태양이 제구 불안으로 2회에 6실점을 하면서 3회에 강판됐고, 클린업 트리오가 부진하면서 2-6으로 패배했다. 4월 6일 경기에서는 이민호가 6이닝 2실점으로 호투했으나 타선이 부진하면서 0-2로 패배했다. 4월 7일 경기에서는 해커가 6이닝 1실점, 박준영, 김진성이 1이닝 무실점을 기록하면서 호투했고, 타선이 8점을 내주면서 8-2로 승리했다. 4월 8일부터 4월 10일까지 마산종합운동장 야구장에서 열린 한화 이글스와의 경기에서는 2승 1패를 기록했다. 선발 투수 스튜어트가 7이닝 2실점으로 호투했다. 김진성이 경기를 마무리하면서 세이브를 거두면서 5-4로 승리했다. 4월 9일 경기에서는 이재학이 8이닝 동안 7피안타 2볼넷 7탈삼진 1실점 호투하고, 박석민이 4타수 3안타(1홈런) 3타점, 나성범이 4타수 3안타 3득점으로 활약했다. NC 다이노스는 10-1로 승리했다. 4월 10일 경기에서는 선발 투수 이태양이 부진하면서 3회에 강판당했고, 김진성이 5회에 1실점하면서 패배했다. 박준영은 2 1/3이닝 동안 무실점하면서 호투했다.
4월 12일부터 4월 14일까지 대구삼성라이온즈파크에서 열린 삼성 라이온즈와의 경기에서는 1승 2패를 기록했다. 4월 12일 경기에서는 이민호가 2이닝 8실점, 최금강이 3이닝 8실점하면서 일찌감찌 점수차이가 벌어지면서 5-16으로 패배했다. 4월 13일 경기에서는 손시헌이 선발 출장하면서 역대 73번째 통산 1200경기 출장을 기록했다. 8회초에 1사 만루에서 손시헌이 몸에 맞는 볼로 득점한 후, 김태군의 2타점 적시타, 이종욱의 땅볼로 4점을 얻어내면서 7-2로 승리했다. 4월 14일 경기에서는 박민우의 송구실책으로 인한 실점으로 5-7로 패배했다. 4월 15일부터 4월 17일까지 마산종합운동장 야구장에서 열린 롯데 자이언츠와의 경기에서는 1승 1패를 기록했다. 4월 15일 경기에서는 이재학이 5 1/3이닝 무실점 7탈삼진 호투로 3-0으로 승리했다. 4월 16일 경기는 우천취소 됐다. 4월 17일 경기에서는 6회초 1사 만루에서 임정호를 상대로 손아섭이 안타를 치면서 6회에 6실점을 내주면서 5-8로 패배한다. 4월 19일부터 4월 21일까지 서울종합운동장 야구장에서 열린 LG 트윈스와의 경기에서는 2승 1패를 기록했다. 4월 19일 경기에서는 선발 투수 해커가 호투하면서 8-1 승리를 기록했다. 4월 20일 경기에서는 스튜어트가 7이닝 5실점으로 부진하면서 3-6으로 패배했다. 4월 21일 경기에서는 8-5로 승리했다. 지석훈은 4회초 1사 2,3루에 이준형을 상대로 2타점 적시타, 5회 초에도 2사 후 적시타를 쳐 5타수 2안타 3타점을 기록했다. 임창민은 8회 말에 등판해 1 1/3이닝 무실점으로 막아내면서 세이브를 기록했다.

### 7월

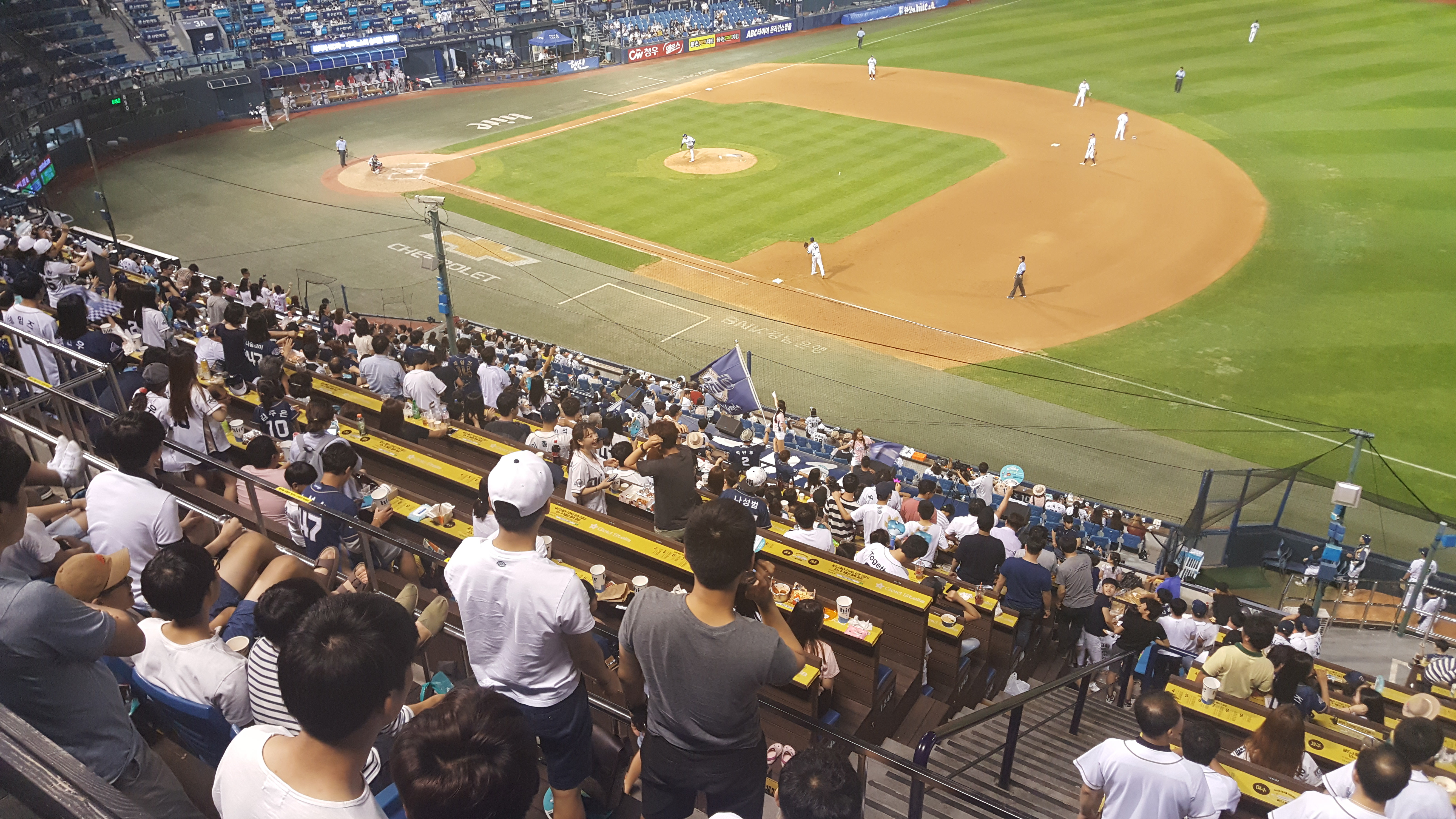
7월 21일 마산야구장

7월 19일부터 21일까지 마산 야구장에서 열린 SK 와이번스와의 경기에서는 2승 1패를 기록했다. 7월 19일 경기에서는 타격 침체와 이재학이 조기 강판되면서 4-5로 패배했다. 7월 20일 경기는 해커의 5이닝 실점 호투로 4-2로 승리했다. 한편, 이 날 투수 이태양은 자신이 승부조작에 가담했음을 시인하며, NC 다이노스는 사과문을 발표했다. 7월 21일 경기에서는 이민호가 5이닝 3실점을 기록했으며, 장현식, 최금강이 뒤이어 나와 홀드와 세이브를 기록했다. 타선에서는 테임즈가 문승원을 상대로 시즌 26호 2점홈런을 기록했으며, 박민우, 나성범이 각 2타점을 기록하면서 7-4로 승리했다.
7월 22일부터 24일까지 광주-KIA 챔피언스필드에서 열린 KIA 타이거즈와의 경기에서는 2승 1패를 기록했다. 7월 22일 경기에서는 정수민이 난조를 보이면서 3이닝 7실점 강판당하면서 4-9로 패배했다. 7월 23일 경기에서는 스튜어트가 7이닝 무실점을 기록하면서 5-0으로 승리했다. 7월 24일 경기에서는 김성욱의 결승 2점홈런으로 8-2로 승리했다.

### 10월
가을야구에 2위로 진출했다.

## 시즌 기록

### 팀 순위
| 순위 | 구단          | 경기 | 승 | 무 | 패 | 승률  | 승차 | 포스트시즌             |
| ---- | ------------- | ---- | -- | -- | -- | ----- | ---- | ---------------------- |
| 1위  | 두산 베어스   | 144  | 93 | 1  | 50 | 0.650 | -    | 한국시리즈 진출        |
| 2위  | NC 다이노스   | 144  | 83 | 3  | 58 | 0.589 | 9.0  | 플레이오프 진출        |
| 3위  | 넥센 히어로즈 | 144  | 77 | 1  | 66 | 0.538 | 16.0 | 준플레이오프 진출      |
| 4위  | LG 트윈스     | 144  | 71 | 2  | 71 | 0.500 | 21.5 | 와일드카드 결정전 진출 |
| 5위  | KIA 타이거즈  | 144  | 70 | 1  | 73 | 0.490 | 23.0 | 와일드카드 결정전 진출 |
| 6위  | SK 와이번스   | 144  | 69 | 0  | 75 | 0.479 | 24.5 | 진출실패               |
| 7위  | 한화 이글스   | 144  | 66 | 3  | 75 | 0.468 | 26.0 | 진출실패               |
| 8위  | 롯데 자이언츠 | 144  | 66 | 0  | 78 | 0.458 | 27.5 | 진출실패               |
| 9위  | 삼성 라이온즈 | 144  | 65 | 1  | 78 | 0.455 | 28.0 | 진출실패               |
| 10위 | kt 위즈       | 144  | 53 | 2  | 89 | 0.373 | 39.5 | 진출실패               |

## 시즌 달성 기록

### 팀 시즌 달성 기록
| 기록                                | 날짜                       | 상대팀 | 구장 | 기타                             |
| ----------------------------------- | -------------------------- | ------ | ---- | -------------------------------- |
| 트리플 플레이                       | 2016년 5월 6일             | LG     | 마산 | 박석민 박민우 테임즈 역대 62번째 |
| 12이닝 연속 득점                    | 2016년 5월 27일 ~ 5월 28일 | KIA    | 광주 | 역대 1번째                       |
| 2년 연속 100타점 타자 3명           | 2016년 10월 5일            | 넥센   | 마산 | 테임즈 나성범 박석민 역대 최초   |
| KBO 리그 역대 단일 시즌 최다 사사구 | 2016년                     |        |      | 702개                            |

### 타자 시즌 달성 기록
| 성명   | 기록                      | 날짜            | 상대팀 | 상대투수                  | 구장 | 기타                     |
| ------ | ------------------------- | --------------- | ------ | ------------------------- | ---- | ------------------------ |
| 손시헌 | 통산 1200경기 출장        | 2016년 4월 13일 | 삼성   |                           | 대구 | 역대 73번째              |
| 이호준 | 통산 3000루타             | 2016년 4월 17일 | 롯데   | 이성민                    | 마산 | 역대 8번째 / 역대 최고령 |
| 손시헌 | 통산 1000안타             | 2016년 5월 1일  | 롯데   | 레일리                    | 사직 | 역대 76번째              |
| 박석민 | 통산 1000안타             | 2016년 5월 7일  | LG     | 류제국                    | 마산 | 역대 77번째              |
| 이호준 | 통산 900득점              | 2016년 5월 21일 | 삼성   |                           | 마산 | 역대 14번째              |
| 이종욱 | 통산 1200경기 출장        | 2016년 5월 25일 | SK     |                           | 마산 | 역대 74번째              |
| 이호준 | 통산 1900경기 출장        | 2016년 5월 31일 | 두산   |                           | 마산 | 역대 13번째              |
| 이호준 | 통산 800 사사구           | 2016년 5월 31일 | 두산   | 장원준                    | 마산 | 역대 19번째              |
| 박석민 | 통산 600득점              | 2016년 6월 8일  | 넥센   | 금민철                    | 마산 | 역대 55번째              |
| 박석민 | 9년 연속 두자릿수 홈런    | 2016년 6월 9일  | 넥센   | 박주현                    | 마산 | 역대 16번째              |
| 이호준 | 6년 연속 두자릿수 홈런    | 2016년 6월 11일 | SK     | 김광현                    | 문학 | 역대 35번째              |
| 박석민 | 통산 700타점              | 2016년 7월 19일 | SK     | 윤희상                    | 마산 | 역대 39번째              |
| 테임즈 | 3년 연속 30홈런           | 2016년 7월 27일 | 삼성   | 김기태                    | 대구 | 역대 5번째               |
| 이종욱 | 통산 1300안타             | 2016년 7월 28일 | 삼성   | 정인욱                    | 대구 | 역대 45번째              |
| 박석민 | 3년 연속 20홈런           | 2016년 7월 30일 | LG     | 소사                      | 마산 | 역대 29번째              |
| 박석민 | 통산 150 사구             | 2016년 7월 31일 | LG     | 김지용                    | 마산 | 역대 4번째               |
| 나성범 | 3년 연속 20홈런           | 2016년 8월 4일  | kt     | 정성곤                    | 마산 | 역대 30번째              |
| 박석민 | 7년 연속 100안타          | 2016년 8월 12일 | LG     | 윤지웅                    | 마산 | 역대 29번째              |
| 테임즈 | 3년 연속 100타점          | 2016년 8월 23일 | KIA    | 김윤동                    | 마산 | 역대 6번째               |
| 박석민 | 6년 연속 200루타          | 2016년 8월 23일 | KIA    | 김윤동                    | 마산 | 역대 8번째               |
| 이종욱 | 7년 연속 100안타          | 2016년 8월 23일 | KIA    | 김윤동                    | 마산 | 역대 30번째              |
| 이호준 | 통산 1800안타             | 2016년 8월 25일 | 한화   | 정대훈                    | 대전 | 역대 12번째              |
| 이종욱 | 11년 연속 10도루          | 2016년 8월 25일 | 한화   | 송은범(상대포수 : 차일목) | 대전 | 역대 8번째               |
| 나성범 | 3년 연속 100타점          | 2016년 8월 31일 | kt     | 정성곤                    | 수원 | 역대 7번째               |
| 나성범 | 2년 연속 100타점, 100득점 | 2016년 8월 31일 | kt     | 정성곤                    | 수원 | 역대 6번째               |
| 이종욱 | 개인 통산 200 2루타       | 2016년 9월 6일  | 한화   | 카스티요                  | 마산 | 역대 58번째              |
| 이호준 | 5년 연속 시즌 100안타     | 2016년 9월 7일  | 한화   | 윤규진                    | 마산 | 역대 61번째              |
| 테임즈 | 2년 연속 40홈런           | 2016년 9월 9일  | KIA    | 김진우                    | 광주 | 역대 4번째               |
| 박석민 | 통산 1100안타             | 2016년 10월 1일 | 롯데   | 린드블럼                  | 마산 | 역대 71번째              |
| 이종욱 | 개인 통산 500타점         | 2016년 10월 4일 | 넥센   | 맥그레거                  | 마산 | 역대 76번째              |
| 이호준 | 5년 연속 시즌 200루타     | 2016년 10월 5일 | 넥센   | 양훈                      | 마산 | 역대 12번째              |
| 박석민 | 시즌 30홈런-100타점       | 2016년 10월 5일 | 넥센   | 양훈                      | 마산 | 역대 60번째              |

### 투수 시즌 달성 기록
| 성명   | 기록                  | 날짜            | 상대팀 | 구장 | 상대타자 | 기타        |
| ------ | --------------------- | --------------- | ------ | ---- | -------- | ----------- |
| 해커   | 한 이닝 4K            | 2016년 8월 7일  | 한화   | 대전 | 이용규   | 역대 7번째  |
| 김진성 | 3년 연속 50경기 출장  | 2016년 8월 21일 | 두산   | 잠실 |          | 역대 50번째 |
| 이재학 | 선발 타자 전원 탈삼진 | 2016년 10월 6일 | SK     | 마산 |          | 역대 26번째 |

## 타이틀
- 홈런 : 테임즈 (40개)
- 장타율 : 테임즈 (0.679)
- KBO 골든글러브 : 테임즈 (1루수)
- 황금사자기 전국고교야구대회 70주년 기념 현역 올스타 : 지석훈 (유격수)
- 한국갤럽 선정 좋아하는 국내 프로야구 선수: 나성범 (10위)
- KBO 마케터 선정 전반기 깜짝스타: 김준완
- 컴투스프로야구 NC 다이노스 베스트 라인업: 원종현 (중계투수), 박석민 (3루수)
- 컴투스프로야구2022 타이틀홀더 라인업: 박석민 (3루수), 이호준 (지명타자)
- 컴투스프로야구 선정 2017년에는 못보는 선수들: 용덕한, 테임즈
- 컴투스프로야구매니저 에이스 카드: 이민호 (마무리투수)
- 3루 도루 저지: 김태군 (8)

### 퓨처스리그
- 퓨처스 올스타: 김학성, 최상인, 박대온, 도태훈
- 타수: 최승민 (349)
- 출장(투수): 박상혁 (47)
- 북부리그 도루: 최승민 (35)

## 여담
- 홈구장인 마산 야구장의 인조 잔디를 천연 잔디로 교체했다.
- 도태훈은 KBO 시범 경기에서 1타석 1볼넷을 기록하여 2015년 이후 KBO 시범 경기 사상 최초로 단일 시즌 타석 당 볼넷 비율 100%를 기록한 선수가 되었다.
- 박준영은 2015년 이후 KBO 시범 경기에서 단일 시즌 10경기 이상 출전한 최초의 투수가 되었다.
- 7월 6일 손민한, 박명환, 이혜천이 구단 사상 최초의 은퇴식을 가졌다.
- 이재학은 KBO 올스타전에서 피OPS 3.800을 기록해 KBO 올스타전 사상 최고 기록을 세웠다.
- 스튜어트는 2013년 이후 KBO 리그에서 단일 시즌 규정 이닝을 채운 투수 중 헛스윙 삼진 대비 루킹 삼진 비율이 가장 높았다.
- 나성범은 2013년 이후 KBO 리그 역대 단일 시즌 규정 타석 충족 타자 중 잔루를 가장 많이 남긴 타자가 되었다.
- 박민우는 1루에서 2루로 총 4번 태그업에 성공하여 2013년 이후 단일 시즌 최다 기록을 세웠다.
- 박민우는 기타 추가 진루에 총 9번 성공하여 2013년 이후 단일 시즌 최다 기록을 세웠다.
- 테임즈는 초구 스트라이크 허용 비율 48.4%로 2013년 이후 규정 타석 충족 타자 중 단일 시즌 최고 기록을 세웠다.
- 김태군은 3루 도루를 8번 저지하여 2013년 이후 단일 시즌 3루 도루를 가장 많이 저지한 포수가 되었다.
- 김태군은 935번의 수비 기회 중 실책을 한 번도 저지르지 않아 2013년 이후 단일 시즌 수비율 100%를 기록한 선수 중 최다 수비기회를 기록했다.
- 구창모는 이 시즌까지 통산 홈스틸 저지 1회를 기록하여 2013년 이후 KBO 리그 역대 10대 투수 최다 기록을 세웠다.
- 테임즈는 통산 WAR 20.85로 KBO 리그 외국인 타자 중 2010년대 통산 최고 기록을 세웠다.
- 조중근은 KBO 퓨처스리그 사상 최초로 통산 100홈런을 달성했다.
- 이호준은 KBO 리그 단일 포스트시즌 사상 40대 타자 최초 희생타를 쳤다.